# Желтоклювая якамара
Желтоклювая якамара (лат. Galbula albirostris) — вид птиц из семейства якамаровых.
Вид распространён в северной части бассейна Амазонки. Встречается на севере Бразилии, в Гайане, Суринаме, Французской Гвиане, на юге Венесуэлы и востоке Колумбии. Его естественной средой обитания являются тропические и субтропические влажные низменные леса.
Мелкая птица длиной 19 см, весом 21 г. Верхняя часть тела зелёного цвета с синими оттенками, а нижняя - красно-коричневая. Лоб черноватый. Самцы отличаются белым горлом. Клюв длинный и острый, жёлтого цвета с чёрным кончиком.
Питается насекомыми. Держится небольшими группами. Активен днём. Гнездится в полостях деревьев. Самка откладывает 2 яйца. Насиживают поочерёдно оба партнёра.